# Cantón de Bonnieux
El cantón de Bonnieux era una división administrativa francesa, que estaba situada en el departamento de Vaucluse y la región de Provenza-Alpes-Costa Azul.

## Composición
El cantón estaba formado por seis comunas:
- Bonnieux
- Buoux
- Lacoste
- Ménerbes
- Oppède
- Sivergues

## Supresión del cantón de Bonnieux
En aplicación del Decreto nº 2014-249 de 25 de febrero de 2014, el cantón de Bonnieux fue suprimido el 22 de marzo de 2015 y sus 6 comunas pasaron a formar parte del nuevo cantón de Apt.